# گاوین کادوالادر
گاوین کادوالادر (انگلیسی: Gavin Cadwallader؛ زادهٔ ۱۸ آوریل ۱۹۸۶) بازیکن فوتبال اهل بریتانیا است.
از باشگاه‌هایی که در آن بازی کرده‌است می‌توان به باشگاه فوتبال شروزبری تاون اشاره کرد.